# Žitište
Žitišet (serbocroata ciríl·lic: Житиште; hongarès: Begaszentgyörgy; romanès: Jitișet) és un municipi i vila de Sèrbia pertanyent al districte de Banato Central de la província autònoma de Voivodina.
L'any 2011 la seva població era de 16.841 habitants, dels quals 2903 vivien a la vila i la resta en les 11 pedanies del municipi. El principal grup ètnic són els serbis (10.436 habitants), amb minories de magiars (3371 habitants), romanesos (1412 habitants) i gitanos (832 habitants).
La vila se situa a la vora del riu Begej, uns 15 km al nord-est de la capital de districte Zrenjanin sobre la carretera 12 que porta a Timișoara.

## Pedanies
A més de la vila de Žitišet, el municipi inclou les següents pedanies:
- Banatski Dvor
- Banatsko Vaig veurešnjićevo
- Banatsko Karađorđevo
- Emđa
- Novi Itebej
- Ravni Topolovac
- Srpski Itebej
- Torak
- Torda
- Hetin
- Čestereg